# Kommunalwahlen in Thüringen 2024
| Partei/Vorschlag | Partei/Vorschlag      | Anzahl    | in %      | Sitze |
| --- | --------------------- | --------- | --------- | ----- |
| Wahlberechtigte | Wahlberechtigte       | 1.733.625 | 1.733.625 |       |
| Wähler | Wähler                | 1.084.929 | 1.084.929 |       |
| Beteiligung (in %) | Beteiligung (in %)    | 62,6      | ▲ 2,3     |       |
| Ungültige Stimmzettel | Ungültige Stimmzettel | 37021     | 3,41 %    |       |
| Gültige Stimmzettel | Gültige Stimmzettel   | 1.047.908 | 96,59 %   |       |
| Gültige Stimmen | Gültige Stimmen       | 3.107.040 | 3.107.040 | ∑ 980 |
| | CDU                   | 845.439   | 27,21     | 270   |
| | AfD                   | 801.953   | 25,81     | 255   |
| | SPD                   | 374.467   | 12,05     | 112   |
| | Linke                 | 283.929   | 9,14      | 91    |
| | Grüne                 | 127.788   | 4,11      | 39    |
| | Freie Wähler          | 112.229   | 3,61      | 35    |
| | FDP                   | 83.333    | 2,68      | 27    |
| | BSW                   | 72.171    | 2,32      | 19    |
| | Heimat                | 11.616    | 0,37      | 3     |
| | Piraten               | 8.575     | 0,28      | 3     |
| | Volt                  | 7.843     | 0,25      | 2     |
| | Basis                 | 4.810     | 0,15      | 2     |
| | WU                    | 3.855     | 0,12      | 1     |
| | Partei                | 2.442     | 0,08      | 1     |
| | ÖDP                   | 1.692     | 0,05      | 0     |
| | parteiunab. WV        | 364.898   | 11,74     | 120   |
| Anmerkungen: Basis: in Jena zusammen mit BfTh Piraten: in Weimar: Piraten/Humanisten; in Erfurt/Lkr. Schmalkalden-Meiningen: mit ÖDP im Lkr. Eichsfeld: mit Familie FDP: im Lkr. Hildburghausen als FDP/FB SPD: im Saale-Holzland-Kreis als SPD/Offene Liste im Saale-Orla-Kreis als UM UNS/SPD |                       |           |           |       |
| AfD im Lkr. Saalfeld-Rudolstadt Hier ist die AfD mit zwei Listen angetreten. Die zweite Liste erhielt 20.432 Stimmen und 6 Sitze. Wären sie zusammen angetreten wäre die AfD landesweit bei 26,47 % und 261 Sitzen.                                                                             |                       |           |           |       |
| |                       |           |           |       |

Die Kommunalwahlen in Thüringen 2024 fanden am 26. Mai 2024 statt. Die Stichwahlen in 15 Landkreisen und kreisfreien Städten wurde am 9. Juni gemeinsam mit der Wahl zum Europäischen Parlament durchgeführt.

## Wahlsystem und Ausgangslage

### Wahlrecht
Bei der Wahl am 26. Mai 2024 wurden die Kreistage der 17 Thüringer Landkreise, die meisten Oberbürgermeister kreisfreier Städte und Landräte sowie zahlreiche Stadt-, Gemeinde- sowie Ortsteilräte und Ortsteilbürgermeister neu gewählt. In 92 kreisangehörigen Kommunen wurden zudem haupt- und ehrenamtliche Bürgermeister neu gewählt, darunter zehn Oberbürgermeister.
Gemäß der Entscheidung des Thüringer Verfassungsgerichtshofs vom 11. April 2008 gibt es keine Fünf-Prozent-Hürde. Das Wahlalter liegt bei 16 Jahren. Wo erforderlich fanden die Stichwahlen am 9. Juni 2024 gemeinsam mit der Europawahl in Deutschland 2024 statt.
Bei der Wahl im Mai 2024 waren insgesamt zu vergeben:
- 980 Sitze in 17 Kreistagen der Landkreise und Stadträte fünf kreisfreier Städte,
- 600 Stadt- und Gemeinderäte kreisangehöriger Städte und Gemeinden,
- 13 Landräte,
- 5 Oberbürgermeister kreisfreier Städte,
- 89 Bürgermeister kreisangehöriger Städte und Gemeinden,
- 1.025 Ortsteil- bzw. Ortschaftsbürgermeister.

### Kandidatenfeld
| Stadt/Landkreis                                                                                | CDU | AfD | Linke | SPD | Grüne | FDP | FW* | Sonstige |
| ---------------------------------------------------------------------------------------------- | --- | --- | ----- | --- | ----- | --- | --- | -------- |
| Erfurt                                                                                         | 50  | 19  | 49    | 50  | 50    | 32  | 19  | 65       |
| Gera                                                                                           | 29  | 22  | 25    | 36  | 36    | 13  | –   | 52       |
| Jena                                                                                           | 46  | 15  | 30    | 46  | 46    | 45  | 4   | 43       |
| Suhl                                                                                           | 24  | 10  | 10    | 15  | 8     | 8   | 12  | 10       |
| Weimar                                                                                         | 42  | 8   | 19    | 36  | 42    | 23  | –   | 49       |
| Landkreis Eichsfeld                                                                            | 44  | 22  | 8     | 15  | 42    | 25  | –   | 82       |
| Landkreis Nordhausen                                                                           | 46  | 28  | 34    | 46  | 31    | 33  | –   | 43       |
| Wartburgkreis                                                                                  | 50  | 25  | 29    | 35  | 41    | 19  | 1   | 55       |
| Unstrut-Hainich-Kreis                                                                          | 46  | 20  | 20    | 46  | 18    | 14  | –   | 74       |
| Kyffhäuserkreis                                                                                | 37  | 18  | 40    | 40  | 8     | 13  | –   | 26       |
| Landkreis Schmalkalden-Meiningen                                                               | 29  | 18  | 23    | 50  | 17    | 17  | 21  | 49       |
| Landkreis Gotha                                                                                | 37  | 18  | 23    | 50  | 48    | 18  | 40  | 12       |
| Landkreis Sömmerda                                                                             | 39  | 18  | 21    | 15  | 6     | 6   | 11  | 15       |
| Landkreis Hildburghausen                                                                       | 40  | 22  | 22    | 12  | –     | –   | 40  | 109      |
| Ilm-Kreis                                                                                      | 40  | 23  | 32    | 30  | 22    | 19  | –   | 33       |
| Landkreis Weimarer Land                                                                        | 46  | 22  | 11    | 14  | 11    | 18  | –   | 68       |
| Landkreis Sonneberg                                                                            | 37  | 30  | 22    | 17  | 5     | 4   | –   | 25       |
| Landkreis Saalfeld-Rudolstadt                                                                  | 46  | 7** | 24    | 45  | 20    | 28  | –   | 67**     |
| Saale-Holzland-Kreis                                                                           | 46  | 24  | 30    | –   | 17    | 19  | –   | 106      |
| Saale-Orla-Kreis                                                                               | 40  | 32  | 26    | –   | 9     | 19  | –   | 83       |
| Landkreis Greiz                                                                                | 46  | 22  | 19    | 24  | 12    | 7   | –   | 73       |
| Landkreis Altenburger Land                                                                     | 46  | 22  | 20    | 46  | 8     | 13  | –   | 52       |
| Gesamt                                                                                         | 906 | 445 | 537   | 668 | 497   | 393 | 148 | 1.191    |
| 0* Alle Vereinigungen, die Freie Wähler als Namenszug tragen, unabhängig von der Zugehörigkeit |     |     |       |     |       |     |     |          |
| 0** Die AfD trat hier wegen parteiinterner Unstimmigkeiten mit zwei Listen an.                 |     |     |       |     |       |     |     |          |

In den 600 kreisangehörigen Städten und Gemeinden, in denen Wahlen stattfanden, traten 14.261 Kandidaten für die Besetzung von 6.484 Sitzen an. In 420 Gemeinden traten CDU-Kandidaten an, in 128 Gemeinden traten die SPD, in 110 die Linke, in 78 die AfD, in 54 die FDP und in 35 die Grünen an. In 210 Gemeinden (entspricht 35 % der Gemeinden) wurde maximal ein Wahlvorschlag eingereicht, das heißt, es fand eine Mehrheitswahl statt. In den Gemeinden Büchel, Grub, Schweickershausen, Oettern, Karlsdorf, Kleinbockedra und Seisla wurden überhaupt keine Wahlvorschläge eingereicht. Dort wurden somit gänzlich leere Stimmzettel ausgereicht, auf denen Namen notiert werden konnten. Bei den Landrats- und Oberbürgermeisterwahlen kreisfreier Städte traten insgesamt 54 bzw. 25 Kandidaten an. Bei den 89 Bürgermeisterwahlen kreisangehöriger Gemeinden (davon 64 hauptamtlich und 25 ehrenamtlich) traten insgesamt 194 Bewerber an. Die CDU stellte 34 Kandidaten, die AfD 15, SPD 13, FDP fünf, die Linke vier und die Grünen einen. Auch hier blieben in den Gemeinden Fretterode und der Stadt Hirschberg die Stimmzettel gänzlich leer, da sich kein Kandidat fand. Gleiches galt auch für 91 Ortsteile und Ortschaften. In 736 gab es indes wenigstens einen Kandidaten und nur in 198 traten mindestens zwei Bewerber an. Insgesamt traten für 1.025 Ortsteile und Ortschaften 1.338 Bewerber an.

## Ergebnisse

### Kreistage/Stadträte kreisfreier Städte

#### Tabelle
Die jeweilig stärkste Kraft ist farbig hervorgehoben.
Legende: „–“: nicht angetreten; „0“: angetreten, aber kein Mandat erhalten
| Stadt/Landkreis | Relative Stimmenverteilung (in %) | Relative Stimmenverteilung (in %) | Relative Stimmenverteilung (in %) | Relative Stimmenverteilung (in %) | Relative Stimmenverteilung (in %) | Relative Stimmenverteilung (in %) | Relative Stimmenverteilung (in %) | Mandate | Mandate | Mandate | Mandate | Mandate | Mandate | Mandate         | Mandate |
| Stadt/Landkreis | CDU                               | AfD                               | Linke                             | SPD                               | Grüne                             | FDP                               | Sonstige                          | CDU     | AfD     | Linke   | SPD     | Grüne   | FDP     | Sonstige        | SUMME   |
| --- | --------------------------------- | --------------------------------- | --------------------------------- | --------------------------------- | --------------------------------- | --------------------------------- | --------------------------------- | ------- | ------- | ------- | ------- | ------- | ------- | --------------- | ------- |
| Erfurt | 24,8                              | 20,3                              | 14,8                              | 16,2                              | 07,5                              | 2,5                               | 13,9                              | 12      | 10      | 8       | 08      | 4       | 1       | 07              | 50      |
| Gera | 16,4                              | 35,1                              | 12,3                              | 5,9                               | 03,4                              | 1,3                               | 25,8                              | 07      | 15      | 5       | 02      | 1       | 0       | 12              | 42      |
| Jena | 16,9                              | 13,4                              | 16,8                              | 13,0                              | 15,2                              | 9,0                               | 15,6                              | 08      | 06      | 8       | 06      | 7       | 4       | 07              | 46      |
| Suhl | 37,2                              | 23,8                              | 10,8                              | 06,1                              | 03,6                              | 2,3                               | 16,2                              | 13      | 09      | 4       | 02      | 1       | 1       | 06              | 36      |
| Weimar | 19,9                              | 13,7                              | 13,8                              | 14,2                              | 15,4                              | 2,7                               | 20,4                              | 08      | 06      | 6       | 06      | 6       | 1       | 09              | 42      |
| Landkreis Eichsfeld | 45,0                              | 20,6                              | 03,2                              | 03,2                              | 02,6                              | 3,0                               | 19,0                              | 21      | 09      | 2       | 01      | 1       | 1       | 11              | 46      |
| Landkreis Nordhausen | 23,4                              | 33,2                              | 11,0                              | 12,8                              | 03,7                              | 4,1                               | 11,8                              | 11      | 15      | 5       | 06      | 2       | 2       | 05              | 46      |
| Wartburgkreis | 31,3                              | 26,6                              | 05,9                              | 10,1                              | 03,1                              | 1,6                               | 21,3                              | 16      | 13      | 3       | 05      | 2       | 1       | 10              | 50      |
| Unstrut-Hainich-Kreis | 21,8                              | 23,6                              | 06,4                              | 22,0                              | 02,7                              | 2,1                               | 21,3                              | 10      | 11      | 3       | 10      | 1       | 1       | 10              | 46      |
| Kyffhäuserkreis | 23,8                              | 31,2                              | 09,9                              | 24,3                              | 01,2                              | 1,1                               | 08,5                              | 10      | 13      | 4       | 10      | 0       | 0       | 03              | 40      |
| Landkreis Schmalkalden-Meiningen | 24,5                              | 27,7                              | 06,0                              | 23,9                              | 02,6                              | 3,2                               | 12,0                              | 12      | 14      | 3       | 12      | 1       | 2       | 06              | 50      |
| Landkreis Gotha | 23,0                              | 27,2                              | 04,0                              | 22,9                              | 02,8                              | 1,6                               | 18,4                              | 12      | 14      | 2       | 11      | 1       | 1       | 09              | 50      |
| Landkreis Sömmerda | 34,3                              | 32,2                              | 13,8                              | 05,4                              | 02,0                              | 1,6                               | 10,5                              | 14      | 13      | 5       | 02      | 1       | 1       | 04              | 40      |
| Landkreis Hildburghausen | 23,3                              | 18,1                              | 06,7                              | 04,8                              | 0–                                | 2,6                               | 44,5 davon FW: 24,6               | 09      | 07      | 3       | 02      | –       | 1       | 18 davon FW: 10 | 40      |
| Ilm-Kreis | 23,9                              | 30,9                              | 11,5                              | 08,5                              | 05,5                              | 2,5                               | 17,3                              | 11      | 14      | 5       | 04      | 3       | 1       | 8               | 46      |
| Landkreis Weimarer Land | 34,0                              | 26,4                              | 07,4                              | 07,2                              | 03,7                              | 3,1                               | 18,3                              | 16      | 12      | 4       | 03      | 2       | 1       | 8               | 46      |
| Landkreis Sonneberg | 24,0                              | 34,7                              | 08,5                              | 03,8                              | 01,2                              | 1,5                               | 26,3                              | 10      | 14      | 3       | 02      | 0       | 1       | 10              | 40      |
| Landkreis Saalfeld-Rudolstadt | 26,6                              | 18,6*                             | 07,3                              | 14,3                              | 02,4                              | 3,2                               | 27,6*                             | 12      | 09*     | 3       | 07      | 1       | 2       | 12*             | 46      |
| Saale-Holzland-Kreis | 27,04                             | 26,96                             | 11,1                              | 05,9                              | 03,3                              | 2,4                               | 23,2                              | 13      | 12      | 5       | 03      | 2       | 1       | 10              | 46      |
| Saale-Orla-Kreis | 36,2                              | 33,5                              | 08,3                              | 04,7                              | 01,9                              | 3,6                               | 11,7                              | 15      | 13      | 3       | 02      | 1       | 2       | 04              | 40      |
| Landkreis Greiz | 36,3                              | 26,8                              | 04,6                              | 05,6                              | 02,0                              | 1,4                               | 23,3                              | 17      | 12      | 2       | 03      | 1       | 1       | 10              | 46      |
| Landkreis Altenburger Land | 27,3                              | 31,3                              | 10,5                              | 11,6                              | 02,0                              | 2,0                               | 15,3                              | 13      | 14      | 5       | 05      | 1       | 1       | 07              | 46      |
| Freistaat Thüringen | 27,2                              | 25,8                              | 9,1                               | 11,6                              | 4,1                               | 2,6                               | 19,5                              | 270     | 255     | 91      | 112     | 39      | 27      | 186             | 980     |
| 0* Die AfD trat mit zwei Listen an: Die offizielle Liste erhielt 9 Sitze. Die Liste mit dem Namen „Alternative für den Landkreis“ erhielt überdies 13,7 % und 6 Sitze. |                                   |                                   |                                   |                                   |                                   |                                   |                                   |         |         |         |         |         |         |                 |         |

#### Sitzverteilungsdiagramme
| ErfurtInsgesamt 50 Sitze - Linke: 8 - SPD: 8 - Grüne: 4 - Piraten-ÖDP: 1 - Mehrwertstadt: 5 - FW: 1 - FDP: 1 - CDU: 12 - AfD: 10 | GeraInsgesamt 42 Sitze - PARTEI: 1 - Linke: 5 - SPD: 2 - Grüne: 1 - Liberale Allianz: 1 - Bündnis Gera: 7 - Bürgerschaft f. Gera: 3 - CDU: 7 - AfD: 15 | JenaInsgesamt 46 Sitze - Linke: 8 - SPD: 6 - Grüne: 7 - Volt: 2 - FDP: 4 - BfJ: 3 - FW: 1 - CDU: 8 - BfTh: 1 - AfD: 6 BfTh als BfTh/dieBasis                     | SuhlInsgesamt 36 Sitze - Linke: 4 - SPD: 2 - Grüne: 1 - FDP: 1 - BfS: 2 - FW: 4 - CDU: 13 - AfD: 9                                 |
| WeimarInsgesamt 42 Sitze - Piraten: 1 - Linke: 6 - SPD: 6 - Grüne: 6 - FDP: 1 - weimarwerk: 7 - CDU: 8 - AfD: 6 - Basis: 1       | Lkr. EichsfeldInsgesamt 46 Sitze - Linke: 2 - SPD: 1 - Grüne: 1 - FDP: 1 - FW: 6 - ÖDP: 1 - BI: 2 - DIE: 2 - CDU: 21 - AfD: 9                          | Lkr. NordhausenInsgesamt 46 Sitze - Linke: 5 - SPD: 6 - Grüne: 2 - FDP: 2 - BLS: 5 - CDU: 11 - AfD: 15                                                           | WartburgkreisInsgesamt 50 Sitze - BSW: 5 - Linke: 3 - SPD: 5 - Grüne: 2 - FDP: 1 - FW: 4 - CDU: 16 - AfD: 13 - Die Heimat: 1       |
| Unstrut-Hainich-KreisInsgesamt 46 Sitze - Linke: 3 - SPD: 10 - Grüne: 1 - FWG-UH: 8 - ABL: 2 - FDP: 1 - CDU: 10 - AfD: 11        | KyffhäuserkreisInsgesamt 40 Sitze - Linke: 4 - SPD: 10 - FWuL: 2 - CDU: 10 - AfD: 13 - Die Heimat: 1                                                   | Lkr. Schmalkalden-MeiningenInsgesamt 50 Sitze - Piraten: 1 - Linke: 3 - SPD: 12 - Grüne: 1 - FDP: 2 - FW: 4 - RRF: 1 - CDU: 12 - AfD: 14                         | Lkr. GothaInsgesamt 50 Sitze - BSW: 6 - Linke: 2 - SPD: 11 - Grüne: 1 - FDP: 1 - FW: 3 - CDU: 12 - AfD: 14                         |
| Lkr. SömmerdaInsgesamt 40 Sitze - Linke: 5 - SPD: 2 - Grüne: 1 - FDP: 1 - GfSuL: 2 - FW: 2 - CDU: 14 - AfD: 13                   | Lkr. HildburghausenInsgesamt 40 Sitze - Linke: 3 - SPD: 2 - FDP: 1 - FW: 10 - Pro HBN: 2 - Veilsdorf: 1 - CDU: 9 - AfD: 7 - BZH: 5 FDP als FDP/FB      | Ilm-KreisInsgesamt 46 Sitze - Linke: 5 - SPD: 4 - Grüne: 3 - FDP: 1 - FWG: 8 - CDU: 11 - AfD: 14                                                                 | Lkr. Weimarer LandInsgesamt 46 Sitze - Linke: 4 - SPD: 3 - Grüne: 2 - FWW: 4 - KV BI WL: 4 - FDP: 1 - CDU: 16 - AfD: 12            |
| Lkr. SonnebergInsgesamt 40 Sitze - BSW: 3 - Linke: 3 - SPD: 2 - FDP: 1 - FWG: 2 - PRO SON: 5 - CDU: 10 - AfD: 14                 | Lkr. Saalfeld-RudolstadtInsgesamt 46 Sitze - Linke: 3 - SPD: 7 - Grüne: 1 - FDP: 2 - BfL: 6 - CDU: 12 - AfD: 15 AfD auf zwei Listen                    | Saale-Holzland-KreisInsgesamt 46 Sitze - Linke: 5 - SPD: 3 - Grüne: 2 - FDP: 1 - Bauernverband: 5 - BIH Holzland: 5 - CDU: 13 - AfD: 12 SPD als SPD/Offene Liste | Saale-Orla-KreisInsgesamt 40 Sitze - Linke: 3 - SPD: 2 - Grüne: 1 - FDP: 2 - UBV: 3 - CDU: 15 - WU: 1 - AfD: 13 SPD als UM UNS/SPD |
| Lkr. GreizInsgesamt 46 Sitze - BSW: 5 - Linke: 2 - SPD: 3 - Grüne: 1 - FDP: 1 - ProKom: 2 - IWA: 3 - CDU: 17 - AfD: 12           | Lkr. Altenburger LandInsgesamt 46 Sitze - Linke: 5 - SPD: 5 - Grüne: 1 - FDP: 1 - Die Regionalen: 3 - CDU: 13 - AfD: 14 - Starke Heimat: 4             | | |

### Landräte/Oberbürgermeister kreisfreier Städte
Amtsinhaber sind fett hervorgehoben. Eine Stichwahl ist notwendig, wenn im ersten Wahlgang kein Kandidat mehr als 50 % der Stimmen auf sich vereinigen kann.
Bereits vor der Wahl im Mai mit Stichwahl im Juni 2024 fand im Saale-Orla-Kreis die Landratswahl am 14. bzw. 28. Januar 2024 statt. In weiteren drei der siebzehn Landkreise fanden keine Landratswahlen statt: Landkreis Nordhausen (Landrat Matthias Jendricke (SPD) seit 2021); Landkreis Saalfeld-Rudolstadt (Marko Wolfram (SPD) seit 2020); Landkreis Sonneberg (Robert Sesselmann (AfD) seit 2023).
| Kandidat           | Partei          | Ergebnis (in %) | Stichwahlergebnis (in %) |
| ------------------ | --------------- | --------------- | ------------------------ |
| Christian Herrgott | CDU             | 33,3            | 52,4                     |
| Uwe Thrum          | AfD             | 45,7            | 47,6                     |
| Regina Butz        | SPD             | 14,2            | –                        |
| Ralf Kalich        | Linke           | 06,9            | –                        |
| Wahlbeteiligung    | Wahlbeteiligung | 65,5            | 68,6                     |

(Relative) Stimmenmehrheit nach Gemeinden im 1. Wahlgang
(Relative) Stimmenmehrheit nach Gemeinden im 2. Wahlgang

| Herrgott40–50%50–60%60–70%70–80% | Thrum30–40%40–50%50–60%60–70%70–80% |

| Kandidat          | Partei                 | Ergebnis (in %) | Stichwahlergebnis (in %) |
| ----------------- | ---------------------- | --------------- | ------------------------ |
| Andreas Horn      | CDU                    | 28,4            | 64,2                     |
| Andreas Bausewein | SPD                    | 22,7            | 35,8                     |
| Stefan Möller     | AfD                    | 19,4            | –                        |
| Matthias Bärwolff | Linke                  | 12,8            | –                        |
| Jana Rötsch       | Fraktion Mehrwertstadt | 12,5            | –                        |
| David Maicher     | Grüne                  | 04,1            | –                        |
| Wahlbeteiligung   | Wahlbeteiligung        | 59,2            | 57,2                     |

(Relative) Stimmenmehrheit nach Stadtteilen im 1. Wahlgang
(Relative) Stimmenmehrheit nach Stadtteilen im 2. Wahlgang

| Horn20–30%30–40%40–50%50–60%60–70%70–80%80–90% | Bausewein20–30%30–40% | Möller20–30%30–40%40–50% |

| Kandidat           | Partei          | Ergebnis (in %) | Stichwahlergebnis (in %) |
| ------------------ | --------------- | --------------- | ------------------------ |
| Kurt Dannenberg    | CDU             | 33,2            | 59,3                     |
| Julian Vonarb      | parteilos       | 32,3            | 40,7                     |
| Wieland Altenkirch | AfD             | 24,4            | –                        |
| Yves Berlinghoff   | parteilos       | 07,6            | –                        |
| David Kaschta      | Partei          | 02,4            | –                        |
| Wahlbeteiligung    | Wahlbeteiligung | 58,4            | 56,1                     |

| Kandidat             | Partei          | Ergebnis (in %) | Stichwahlergebnis (in %) |
| -------------------- | --------------- | --------------- | ------------------------ |
| Thomas Nitzsche      | FDP             | 25,3            | 61,6                     |
| Kathleen Lützkendorf | Grüne           | 15,4            | 38,4                     |
| Jens Thomas          | Linke           | 13,4            | –                        |
| Denny Jankowski      | AfD             | 12,7            | –                        |
| Stephan Wydra        | CDU             | 12,1            | –                        |
| Johannes Schleußner  | SPD             | 11,7            | –                        |
| Ulf Weißleder        | parteilos       | 07,5            | –                        |
| Peter Gutjahr        | parteilos       | 01,9            | –                        |
| Wahlbeteiligung      | Wahlbeteiligung | 63,4            | 63,1                     |

(Relative) Stimmenmehrheit nach Ortsteilen im 1. Wahlgang
(Relative) Stimmenmehrheit nach Ortsteilen im 2. Wahlgang

| Nitzsche20–30%30–40%50–60%60–70%70–80%80–90%>90% | Lützkendorf30–40%50–60%60–70% | Jankowski20–30%30–40% | Wydra20–30%30–40% | Weißleder20–30% |

| Kandidat        | Partei          | Ergebnis (in %) |
| --------------- | --------------- | --------------- |
| André Knapp     | CDU             | 82,1            |
| Steffen Hartwig | Linke           | 17,9            |
| Wahlbeteiligung | Wahlbeteiligung | 57,0            |

| Kandidat        | Partei          | Ergebnis (in %) |
| --------------- | --------------- | --------------- |
| Peter Kleine    | parteilos       | 72,7            |
| Stefan Giebel   | Linke           | 10,2            |
| Andreas Leps    | Grüne           | 09,8            |
| André Störr     | SPD             | 07,3            |
| Wahlbeteiligung | Wahlbeteiligung | 60,5            |

| Kandidat           | Partei                      | Ergebnis (in %) | Stichwahlergebnis (in %) |
| ------------------ | --------------------------- | --------------- | ------------------------ |
| Uwe Melzer         | CDU                         | 32,3            | 55,0                     |
| Heiko Phillip      | AfD                         | 33,0            | 45,0                     |
| Frank Tempel       | Linke                       | 14,9            | –                        |
| Uwe Rückert        | Bürgerbündnis Starke Heimat | 12,1            | –                        |
| Alexander Paulicks | SPD                         | 07,8            | –                        |
| Wahlbeteiligung    | Wahlbeteiligung             | 58,8            | 58,3                     |

(Relative) Stimmenmehrheit nach Gemeinden im 1. Wahlgang
Stimmenmehrheit nach Gemeinden im 2. Wahlgang

| Melzer30–40%40–50%50–60%60–70% | Phillip30–40%40–50%50–60% |

| Kandidat              | Partei          | Ergebnis (in %) | Stichwahlergebnis (in %) |
| --------------------- | --------------- | --------------- | ------------------------ |
| Marion Frant          | CDU             | 46,3            | 70,2                     |
| Marcel König          | parteilos/AfD   | 20,8            | 29,8                     |
| Michael Gaßmann       | FW              | 15,2            | –                        |
| Steffen Hildebrand    | FDP/SPD         | 07,1            | –                        |
| Heiko Steinecke       | DIE             | 05,3            | –                        |
| Nicole Siebert-Kobert | MfH             | 05,3            | –                        |
| Wahlbeteiligung       | Wahlbeteiligung | 66,2            | 63,0                     |

(Relative) Stimmenmehrheit nach Gemeinden im 1. Wahlgang
Stimmenmehrheit nach Gemeinden im 2. Wahlgang

| Frant30–40%40–50%50–60%60–70%70–80%80–90% | König30–40% | Gaßmann40–50%60–70% |

| Kandidat           | Partei          | Ergebnis (in %) | Stichwahlergebnis (in %) |
| ------------------ | --------------- | --------------- | ------------------------ |
| Onno Eckert        | SPD             | 43,7            | 62,8                     |
| Stephan Steinbrück | AfD             | 31,2            | 37,2                     |
| Jana Röse          | CDU             | 25,1            | –                        |
| Wahlbeteiligung    | Wahlbeteiligung | 61,7            | 57,8                     |

(Relative) Stimmenmehrheit nach Gemeinden im 1. Wahlgang
Stimmenmehrheit nach Gemeinden im 2. Wahlgang

| Eckert30–40%40–50%50–60%60–70% | Steinbrück30–40%40–50%50–60% |

| Kandidat         | Partei          | Ergebnis (in %) | Stichwahlergebnis (in %) |
| ---------------- | --------------- | --------------- | ------------------------ |
| Ulli Schäfer     | CDU             | 39,7            | 64,0                     |
| Kerstin Müller   | AfD             | 29,1            | 36,0                     |
| Alexander Zill   | parteilos       | 12,9            | –                        |
| Jens Geißler     | IWA             | 09,9            | –                        |
| Holger Steiniger | Linke           | 08,4            | –                        |
| Wahlbeteiligung  | Wahlbeteiligung | 67,6            | 65,0                     |

(Relative) Stimmenmehrheit nach Gemeinden im 1. Wahlgang
Stimmenmehrheit nach Gemeinden im 2. Wahlgang

| Schäfer30–40%40–50%50–60%60–70%70–80% | Müller30–40%40–50%50–60% | Zill40–50%50–60%70–80% |

| Kandidat        | Partei          | Ergebnis (in %) | Stichwahlergebnis (in %) |
| --------------- | --------------- | --------------- | ------------------------ |
| Sven Gregor     | FW              | 42,4            | 69,5                     |
| Tommy Frenck    | BZH             | 24,9            | 30,5                     |
| Dirk Lindner    | CDU             | 24,7            | –                        |
| Kristin Obst    | parteilos       | 08,1            | –                        |
| Wahlbeteiligung | Wahlbeteiligung | 67,3            | 66,8                     |

(Relative) Stimmenmehrheit nach Gemeinden im 1. Wahlgang
Stimmenmehrheit nach Gemeinden im 2. Wahlgang

| Gregor30–40%40–50%50–60%60–70%70–80% | Frenck30–40%40–50% | Lindner30–40% |

| Kandidat        | Partei          | Ergebnis (in %) | Stichwahlergebnis (in %) |
| --------------- | --------------- | --------------- | ------------------------ |
| Petra Enders    | parteilos       | 48,2            | 65,6                     |
| Ralf Gohritz    | AfD             | 24,2            | 34,4                     |
| André Lange     | parteilos       | 22,8            | –                        |
| Steffi Brönner  | parteilos       | 04,8            | –                        |
| Wahlbeteiligung | Wahlbeteiligung | 65,6            | 61,4                     |

(Relative) Stimmenmehrheit nach Gemeinden im 1. Wahlgang
Stimmenmehrheit nach Gemeinden im 2. Wahlgang

| Enders30–40%40–50%50–60%60–70%70–80% | Gohritz50–60% | Lange30–40% |

| Kandidat                  | Partei          | Ergebnis (in %) | Stichwahlergebnis (in %) |
| ------------------------- | --------------- | --------------- | ------------------------ |
| Antje Hochwind-Schneider  | SPD             | 45,7            | 58,6                     |
| Andreas Hartung-Schettler | AfD             | 32,8            | 41,4                     |
| Sven Oesterheld           | CDU             | 21,5            | –                        |
| Wahlbeteiligung           | Wahlbeteiligung | 61,7            | 59,1                     |

(Relative) Stimmenmehrheit nach Gemeinden im 1. Wahlgang
Stimmenmehrheit nach Gemeinden im 2. Wahlgang

| Hochwind-Schneider30–40%40–50%50–60%60–70% | Hartung-Schettler30–40%40–50%50–60%60–70% |

| Kandidat            | Partei          | Ergebnis (in %) | Stichwahlergebnis (in %) |
| ------------------- | --------------- | --------------- | ------------------------ |
| Johann Waschnewski  | CDU             | 30,1            | 60,6                     |
| Christian Bratfisch | AfD             | 25,3            | 39,4                     |
| Markus Gleichmann   | Linke/SPD       | 15,9            | –                        |
| Albert Weiler       | BI Holzland/WU  | 13,6            | –                        |
| Lutz Lüttich        | parteilos       | 12,6            | –                        |
| Patrick Frisch      | FDP             | 2,5             | –                        |
| Wahlbeteiligung     | Wahlbeteiligung | 68,9            | 65,4                     |

(Relative) Stimmenmehrheit nach Gemeinden im 1. Wahlgang
Stimmenmehrheit nach Gemeinden im 2. Wahlgang

| Waschnewski20–30%30–40%40–50%50–60%60–70%70–80% | Bratfisch20–30%30–40%40–50%50–60%60–70% | Gleichmann20–30%30–40% | Weiler20–30%30–40% | Lüttich20–30% 30–40% |

| Kandidat        | Partei          | Ergebnis (in %) |
| --------------- | --------------- | --------------- |
| Peggy Greiser   | parteilos/SPD   | 52,5            |
| Ralf Liebaug    | CDU             | 47,5            |
| Wahlbeteiligung | Wahlbeteiligung | 63,3            |

Stimmenmehrheit nach Gemeinden im 1. Wahlgang

| Greiser50–60%60–70% | Liebaug50–60%60–70%70–80%>90% |

| Kandidat        | Partei          | Ergebnis (in %) | Stichwahlergebnis (in %) |
| --------------- | --------------- | --------------- | ------------------------ |
| Christian Karl  | CDU             | 46,3            | 59,4                     |
| Stefan Schröder | AfD             | 36,4            | 40,6                     |
| Madeline Temme  | parteilos       | 13,7            | –                        |
| Peer Gröschner  | parteilos       | 03,6            | –                        |
| Wahlbeteiligung | Wahlbeteiligung | 64,7            | 61,7                     |

(Relative) Stimmenmehrheit nach Gemeinden im 1. Wahlgang
Stimmenmehrheit nach Gemeinden im 2. Wahlgang

| Karl30–40%40–50%50–60%60–70% | Schröder40–50%50–60% |

| Kandidat            | Partei          | Ergebnis (in %) | Stichwahlergebnis (in %) |
| ------------------- | --------------- | --------------- | ------------------------ |
| Thomas Ahke         | FW              | 25,0            | 57,4                     |
| Harald Zanker       | SPD             | 39,7            | 42,6                     |
| Christopher Drößler | AfD             | 21,2            | –                        |
| Hans-Joachim Roth   | CDU             | 14,1            | –                        |
| Wahlbeteiligung     | Wahlbeteiligung | 62,8            | 58,6                     |

(Relative) Stimmenmehrheit nach Gemeinden im 1. Wahlgang
Stimmenmehrheit nach Gemeinden im 2. Wahlgang

| Ahke30–40%50–60%60–70%70–80% | Zanker30–40%40–50%50–60%60–70% | Drößler30–40% | Roth20–30% |

| Kandidat            | Partei          | Ergebnis (in %) | Stichwahlergebnis (in %) |
| ------------------- | --------------- | --------------- | ------------------------ |
| Michael Brodführer  | CDU             | 42,9            | 63,0                     |
| Uwe Krell           | AfD             | 32,1            | 37,0                     |
| Michael Klostermann | SPD             | 15,5            | –                        |
| Sascha Bilay        | Linke           | 09,5            | –                        |
| Wahlbeteiligung     | Wahlbeteiligung | 61,8            | 59,8                     |

(Relative) Stimmenmehrheit nach Gemeinden im 1. Wahlgang
Stimmenmehrheit nach Gemeinden im 2. Wahlgang

| Brodführer30–40%40–50%50–60%60–70%70–80%80–90% | Krell30–40%40–50% |

| Kandidat                | Partei          | Ergebnis (in %) | Stichwahlergebnis (in %) |
| ----------------------- | --------------- | --------------- | ------------------------ |
| Christiane Schmidt-Rose | CDU             | 49,8            | 58,6                     |
| Dirk Geyer              | BI              | 30,1            | 41,4                     |
| Constanze Kubitz        | Linke           | 11,1            | –                        |
| Carl-Christian Dressel  | SPD             | 08,9            | –                        |
| Wahlbeteiligung         | Wahlbeteiligung | 65,3            | 61,9                     |

(Relative) Stimmenmehrheit nach Gemeinden im 1. Wahlgang
Stimmenmehrheit nach Gemeinden im 2. Wahlgang

| Schmidt-Rose30–40%40–50%50–60%60–70% | Geyer40–50%50–60%60–70% |

### Bürgermeister kreisangehöriger Gemeinden
Gewählt wurden 64 hauptamtliche sowie 25 ehrenamtliche Bürgermeister. Soweit erforderlich fanden die Stichwahlen am 9. Juni 2024 statt.
Landkreis Eichsfeld
- Fretterode: Mike Gunkel (parteilos), 71,6 Prozent
- Heilbad Heiligenstadt: Thomas Spielmann (BI), 51,7 Prozent
- Hohengandern: Michael Trümper (parteilos), 91,7 Prozent
- Marth: Peter Dreiling (parteilos), 53,8 Prozent
- Uder: Rita Spies (CDU), 64,9 Prozent

Landkreis Nordhausen
- Ellrich: Henry Pasenow (CDU), 60,8 Prozent

Wartburgkreis
- Bad Salzungen: Klaus Bohl (Freie Wähler Bad Salzungen), 70,6 Prozent
- Seebach: Gerrit Häcker (parteilos), 93,5 Prozent
- Unterbreizbach: Roland Ernst (SPD), 95,6 Prozent
- Vacha: Martin Müller (CDU), 95,0 Prozent
- Eisenach: Christoph Ihling (CDU), 57,3 Prozent (Stichwahl)

Unstrut-Hainich-Kreis
- Bad Langensalza: Matthias Reinz (parteilos), 67,4 Prozent
- Herbsleben: Reinhard Mascher (CDU), 53,3 Prozent
- Körner: Matthias Niebuhr (parteilos), 87,7 Prozent
- Mühlhausen/Thüringen: Johannes Dr. Bruns (SPD), 50,6 Prozent
- Südeichsfeld: Andreas Dieter Henning (parteilos), 92,8 Prozent

Kyffhäuserkreis
- Bad Frankenhausen/Kyffhäuser: Matthias Strejc (SPD), 58,4 Prozent
- Ebeleben: Steffen Gröbel (Freie Wählervereinigung), 86,7 Prozent
- Helbedündorf: Jörg Steinmetz (CDU), 54,3 Prozent
- Sondershausen: Steffen Grimm (parteilos), 94,7 Prozent

Landkreis Schmalkalden-Meiningen
- Breitungen/Werra: Ronny Römhild (Bürgerfreunde Breitungen), 81,0 Prozent
- Floh-Seligenthal: Ralf Holland-Nell (CDU), 55,8 Prozent
- Kühndorf: Tobias Gebel (parteilos), 52,2 Prozent
- Meiningen: Fabian Giesder (SPD), 85,2 Prozent
- Oberhof: Daniel Fischer (parteilos), 95,2 Prozent
- Schmalkalden: Thomas Kaminski (SPD), 66,1 Prozent
- Zella-Mehlis: Torsten Widder (parteilos), 78,9 Prozent

Landkreis Gotha
- Friedrichroda: Kay Brückmann (SGBWF), 51,6 Prozent
- Gotha: Knut Kreuch (SPD), 62,9 Prozent (Stichwahl)
- Ohrdruf: Stefan Schambach (SPD), 63,8 Prozent
- Tambach-Dietharz: Marco Schütz (FWTD), 62,9 Prozent
- Waltershausen: Leon Graupner (parteilos), 61,4 Prozent (Stichwahl)

Landkreis Sömmerda
- Elxleben: Heiko Koch (CDU), 93,1 Prozent
- Kölleda: Uwe Kraneis (Gemeinsam für Kölleda), 94,4 Prozent
- Rastenberg: Beatrix Winter (WG Gemeinsam für Rastenberg), 92,7 Prozent
- Ringleben: Martin Müller (parteilos), 70,3 Prozent
- Sömmerda: Ralf Hauboldt (DIE LINKE), 52,9 Prozent (Stichwahl)
- Vogelsberg: Christopher Harsch (parteilos), 78,0 Prozent
- Witterda: René Heinemann (CDU), 95,9 Prozent

Landkreis Hildburghausen
- Eisfeld: Christoph Bauer (Eisfelder Freie Wähler), 55,4 Prozent
- Schleusegrund: Heiko Schilling (Freie Wähler Schleusegrund), 94,0 Prozent

Ilm-Kreis
- Arnstadt: Frank Spilling (parteilos), 75,5 Prozent
- Ilmenau: Daniel Dr. Schultheiß (parteilos), 56,4 Prozent
- Stadtilm: Lars Petermann (parteilos), 92,3 Prozent

Landkreis Weimarer Land
- Apolda: Olaf Müller (parteilos), 71,3 Prozent (Stichwahl)
- Bad Berka: Michael Jahn (CDU), 67,5 Prozent
- Bad Sulza: Dirk Schütze (parteilos), 66,6 Prozent
- Blankenhain: Jens Kramer (CDU), 72,1 Prozent
- Hammerstedt: Holger Hartwig (FFW Hammerstedt), 67,3 Prozent

Landkreis Sonneberg
- Lauscha: Christian Müller-Deck (Lauschner Liste), 59,2 Prozent
- Neuhaus am Rennweg: Uwe Scheler (parteilos), 97,4 Prozent
- Schalkau: Mark Schwimmer (parteilos), 53,2 Prozent
- Steinach: Udo Bätz (GfS), 52,7 Prozent

Landkreis Saalfeld-Rudolstadt
- Altenbeuthen: Lothar Linke (parteilos), 75,5 Prozent
- Bad Blankenburg: Thomas Schubert (CDU), 52,9 Prozent
- Gräfenthal: Marcel Kuhnen (FFW/BI/BfG), 96,0 Prozent
- Kaulsdorf: Kerstin Barczus (parteilos), 94,6 Prozent
- Rudolstadt: Jörg Reichl (BfR), 56,3 Prozent
- Saalfeld/Saale: Steffen Dr. Kania (CDU), 96,6 Prozent
- Unterwellenborn: André Gölitzer (parteilos), 59,4 Prozent

Saale-Holzland-Kreis
- Bad Klosterlausnitz: Kevin Steinbrücker (Freie Wählergruppe BKL), 65,5 Prozent
- Dornburg-Camburg: Jens Tischendorf (Bündnis Ehrenamt), 58,0 Prozent
- Eisenberg: Michael Kieslich (CDU), 53,8 Prozent (Stichwahl)
- Hartmannsdorf: André Böhme (Heimatverein), 56,0 Prozent
- Hermsdorf: Benny Hofmann (parteilos), 97,7 Prozent
- Kahla: Jan Schönfeld (Freie Wähler Kahla), 87,8 Prozent
- Rauschwitz: Thomas Claus (parteilos), 60,0 Prozent
- Rothenstein: Matthias Kühne (parteilos), 92,4 Prozent
- Stadtroda: Klaus Hempel (Freie Wählergemeinschaft), 61,1 Prozent

Saale-Orla-Kreis
- Hirschberg: Ronald Schricker (parteilos), 82,8 Prozent (Stichwahl)
- Bad Lobenstein: Dominik Kirsten (LBL), 50,2 Prozent (Stichwahl)
- Neustadt an der Orla: Ralf Weiße (BfN), 66,9 Prozent
- Oppurg: Daniel Eberitzsch (parteilos), 87,6 Prozent
- Pößneck: Michael Modde (parteilos), 76,3 Prozent
- Schleiz: Marko Bias (CDU), 63,8 Prozent
- Triptis: Jan Wißgott (parteilos), 81,4 Prozent

Landkreis Greiz
- Greiz: Alexander Schulze (CDU), 50,6 Prozent
- Münchenbernsdorf: Andreas Stehfest (Pro Kommune - FWG), 95,2 Prozent
- Ronneburg: André Ruderisch (parteilos), 57,1 Prozent (Stichwahl)
- Weida: Udo Geldner (Pro Kommune - FWG), 51,3 Prozent
- Zeulenroda-Triebes: Heike Bergmann (IWA - PRO REGION), 56,1 Prozent (Stichwahl)
- Auma-Weidatal: Dirk Rüdiger (parteilos), 52,5 Prozent
- Berga-Wünschendorf: Marco Geelhaar (parteilos), 50,3 Prozent (Stichwahl)

Landkreis Altenburger Land
- Altenburg: André Neumann (CDU), 58,7 Prozent
- Gerstenberg: Uwe Patzelt (parteilos), 89,3 Prozent
- Gößnitz: Patrick Albrecht (parteilos), 60,4 Prozent (Stichwahl)
- Jonaswalde: André Vohs (parteilos), 99,0 Prozent
- Ponitz: Marcel Greunke (CDU), 96,4 Prozent
- Rositz: Steffen Stange (parteilos), 99,6 Prozent